# Rohov
Rohov (německy Rohow, polsky Rogów) je obec v okrese Opava v Moravskoslezském kraji. Obec se nečlení na části a má jediné katastrální území. Žije zde 603 obyvatel.

## Název
Jméno vesnice bylo velmi pravděpodobně odvozeno od osobního jména Roh, jež buď bylo totožné s obecným roh nebo to byla domácká zkratka jména Rohovlad, a jeho význam byl "Rohův majetek". Zcela se také nedá vyloučit pojmenování vesnice podle polohy v "rohovém" místě.

## Historie
První písemná zmínka o obci pochází z roku 1349. Do roku 1742 náležela obec ke Krnovskému knížectví.

## Obecní správa
Mezi lety 1869–1978 Rohov byl obcí v okrese Ratiboř (1869–1910), poté v okrese Hlučín (1921), poté v okrese Opava (1930), poté opět v okrese Hlučín (1950) a později opět v okrese Opava. Od 1. ledna 1979 do 23. listopadu 1990 patřil jako část obce k Sudicím a od 24. listopadu 1990 je opět samostatnou obcí.

### Obecní symboly
Znak a vlajka byly obci uděleny rozhodnutím předsedy Poslanecké sněmovny Parlamentu České republiky dne 12. ledna 1996.

## Pamětihodnosti
- Venkovská usedlost Rohov čp. 20, s omezením: bez stavby kůlny
- Sýpka u čp. 47
- Sýpka u čp. 117

## Galerie

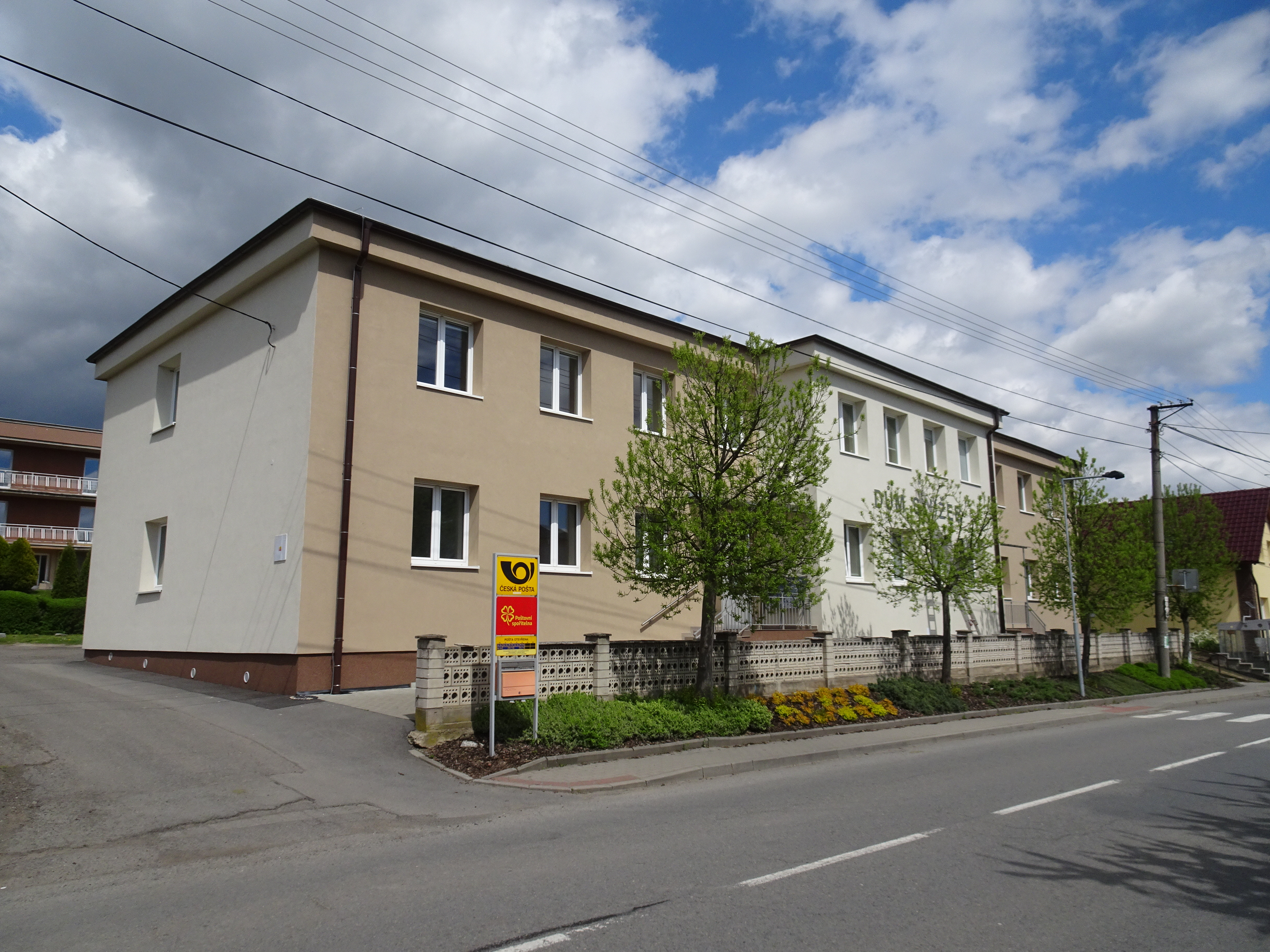
Dům služeb s poštou a mateřskou školou
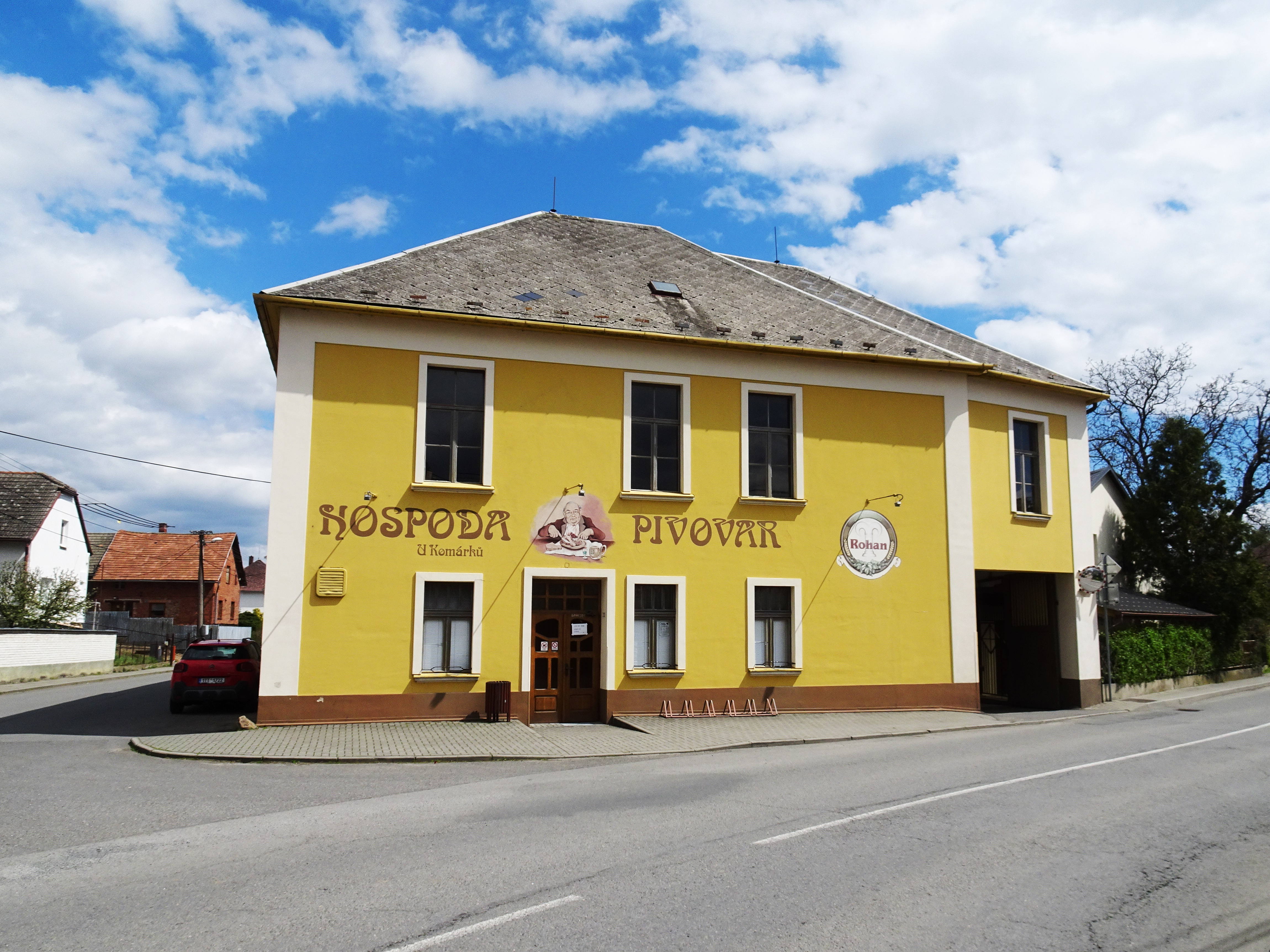
Minipivovar a hospoda U Komárků
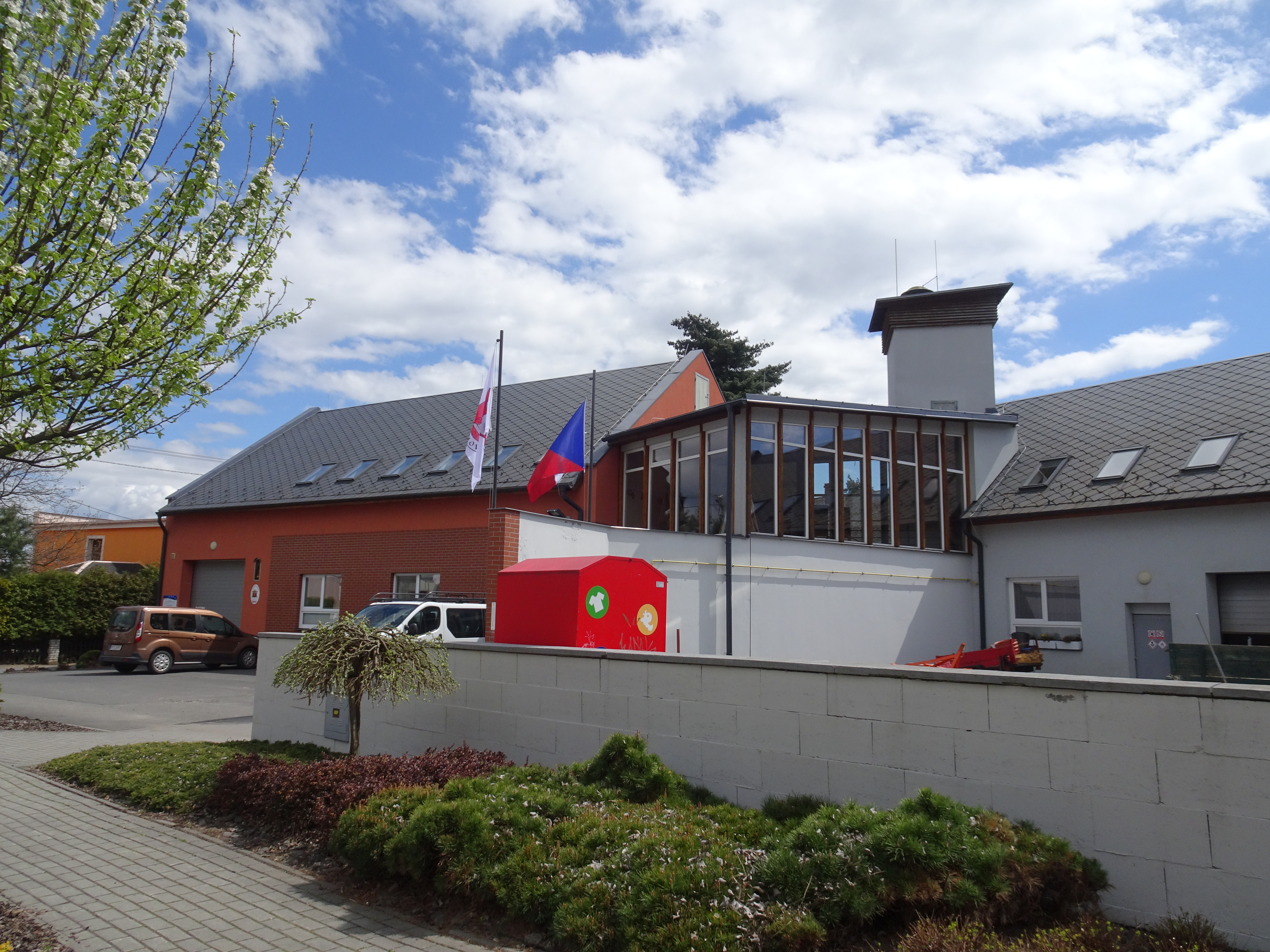
obecní úřad a hasičská zbrojnice
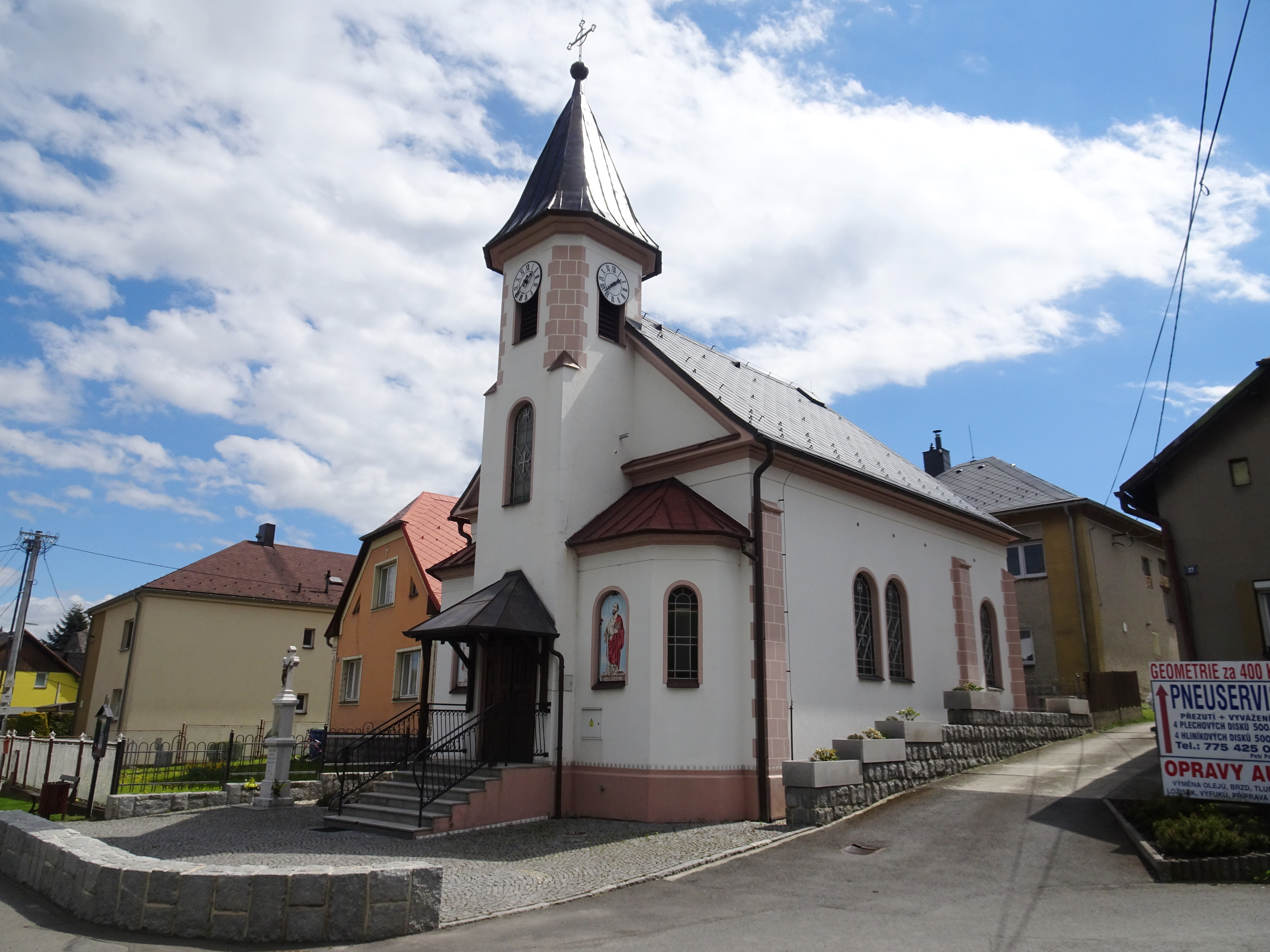
Kaple sv. Petra a Pavla z r. 1932
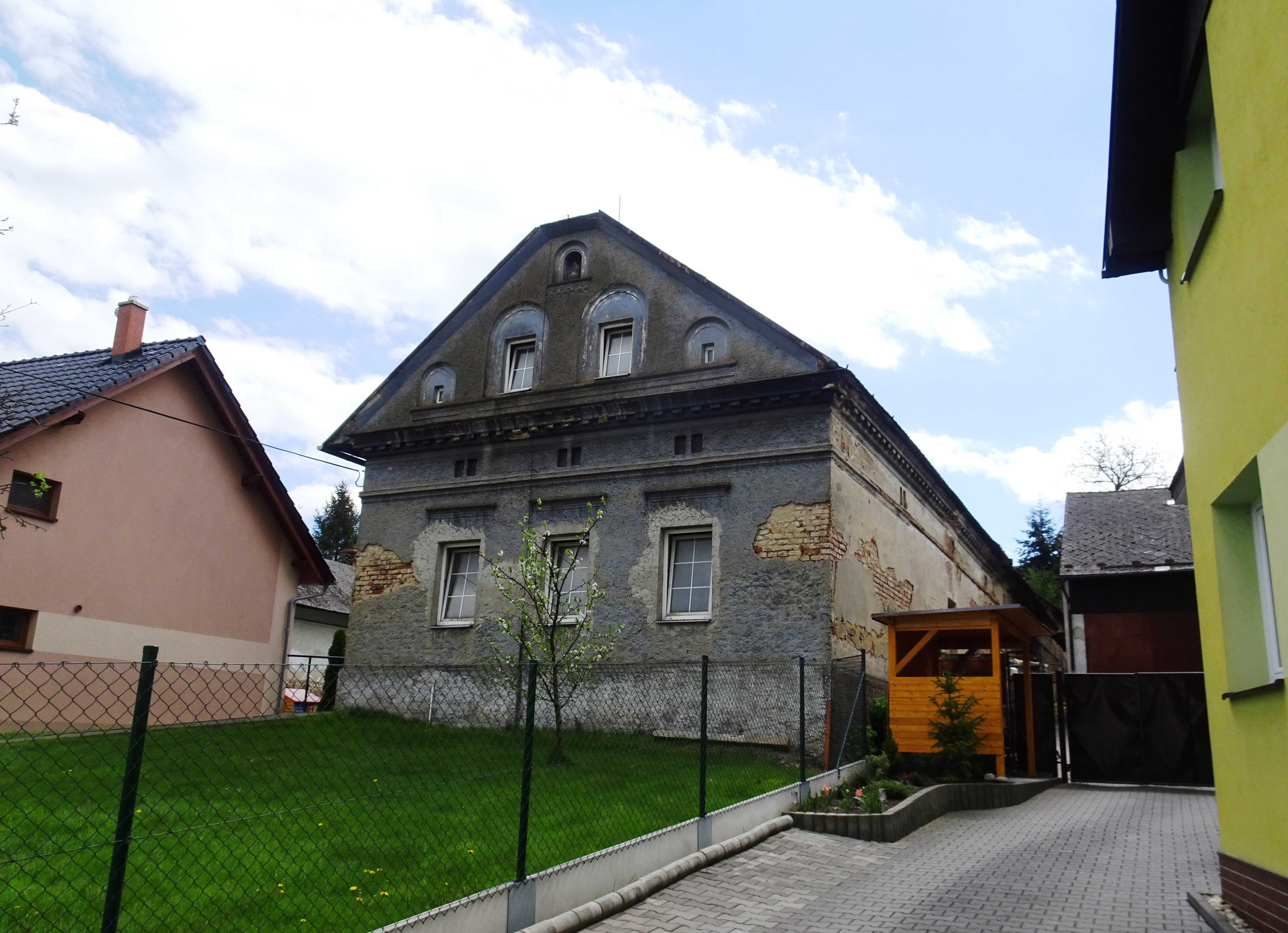
Památkově chráněná usedlost č. p. 20
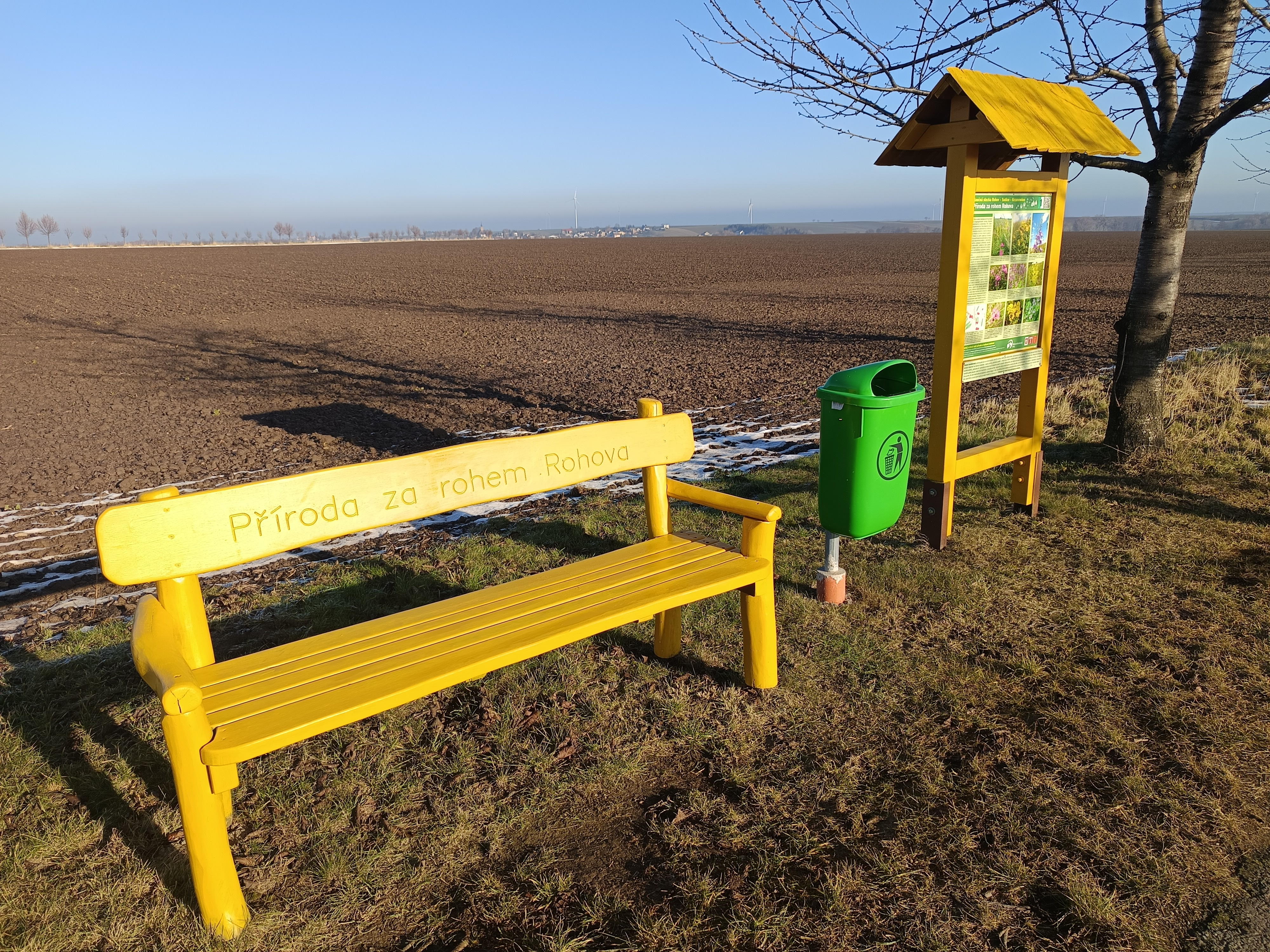
Naučná stezka Příroda za rohem Rohova